# Mieczysław Mazaraki

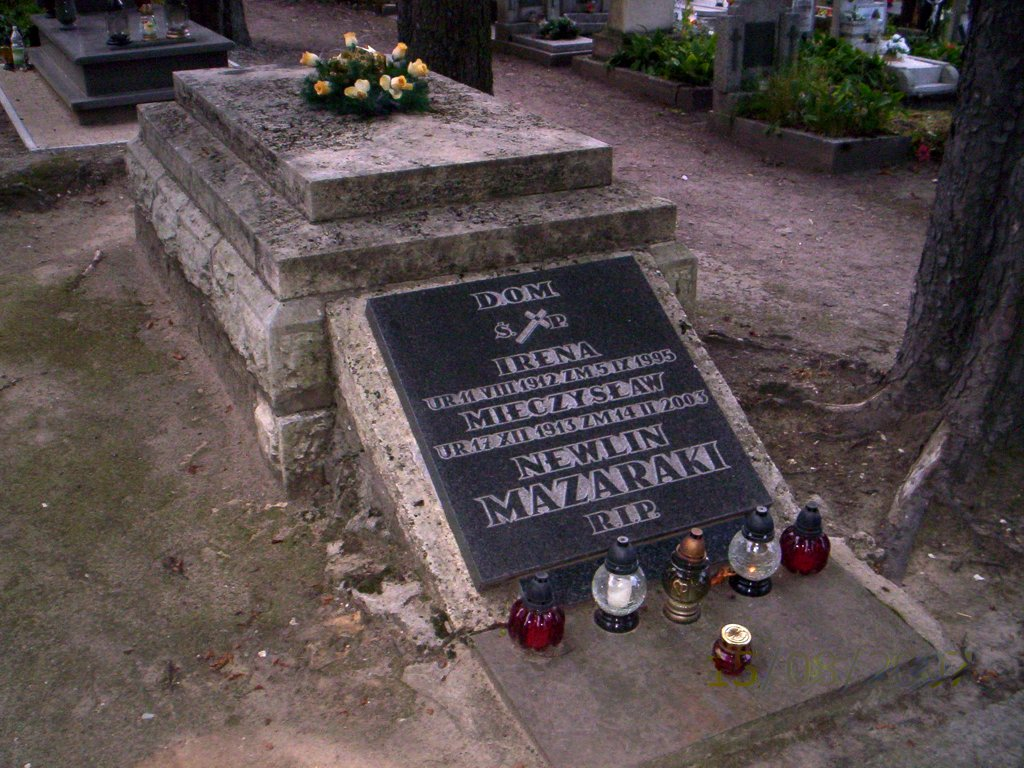
Grób Ireny i Mieczysława Mazarakich na cmentarzu w Chrzanowie

Mieczysław Aleksander Mazaraki herbu Newlin (ur. 17 grudnia 1913 w Chrzanowie, zm. 14 lutego 2003 w Chrzanowie) – absolwent nauk przyrodniczych na Uniwersytecie Jagiellońskim, profesor gimnazjum i liceum im. St. Staszica w Chrzanowie, przyrodnik, inicjator powołania Muzeum w Chrzanowie i jego dyrektor od 1960 do lat 80. XX w., współzałożyciel Towarzystwa Przyjaciół Ziemi Chrzanowskiej oraz lokalnych kół Ligi Ochrony Przyrody. Uhonorowany w 1994 roku tytułem Honorowego Obywatela Miasta Chrzanowa w uznaniu za prowadzone liczne badania historyczne i popularyzacyjne na temat Chrzanowa, za organizację muzeum w Chrzanowie oraz za propagowanie idei ochrony przyrody na terenie powiatu chrzanowskiego. Wraz z żoną Ireną Mazaraki – autor publikacji przyrodniczych i historycznych dotyczących ziemi chrzanowskiej. Jest autorem historii sokolnictwa w Polsce Z sokołami na łowy wydanej w 1977 roku przez Wydawnictwo Sport i Turystyka – pozycji unikatowej ze względu na ciekawe ujęcie tematu i bogactwo informacji.

## Życiorys
Urodził się 17 grudnia 1913 r. w Chrzanowie, jako jedyne dziecko Józefa Ferdynanda Mazarakiego i Balbiny Marii z d. Chwastowskiej. W latach 1920–1924 uczęszczał do Szkoły 4-klasowej Męskiej im. Króla Władysława Jagiełły w Chrzanowie. W latach 1924–1932 był uczniem Państwowego Gimnazjum im. Stanisława Staszica w Chrzanowie. Po zdaniu egzaminu dojrzałości w 1932 r. zapisał się na Wydział Lekarski Uniwersytetu Jagiellońskiego. Pod koniec roku akademickiego przeniósł się na Wydział Filozoficzny.
Dnia 12 września 1933 r. został powołany do służby wojskowej w Szkole Podchorążych Rezerwy Piechoty w Zambrowie. Po kursie teoretycznym odbył praktykę wojskową w Dywizyjnym Krusie Podchorążych przy 5 Pułku Strzelców Podhalańskich w Przemyślu. Został przeniesiony do rezerwy 1 września 1934 r. W październiku 1935 r. powrócił na uniwersytet, gdzie kontynuował naukę. Na czwartym roku otrzymał propozycję praktyki naukowej w Lasach Państwowych w Pieninach z siedzibą w Krościenku nad Dunajcem. W tym czasie zaręczył się z Ireną Maksymowiczówną.
Został zmobilizowany w Krościenku 25 sierpnia 1939 r. do 11 Pułku Piechoty w Szczakowej, który wraz ze swoją 23 Dywizją Piechoty wchodził w skład Grupy Operacyjnej "Śląsk" w składzie Armii "Kraków". Po odbyciu kampanii, 21 września 1939 r. został wzięty do niewoli niemieckiej pod Tomaszowem Lubelskim. Przebywał w niej prawie do końca wojny, przechodząc przez obozy: Stalag VIII A Görlitz, VI B Fullen (Neu Versen) i Stalag VI G Bonn-Duisdorf. W niewoli pracował jako robotnik leśny w nadreńskich lasach oraz jako szofer w fabryce samochodów. Został oswobodzony 25 kwietnia 1945 r. i został przydzielony 1 czerwca 1945 r. do Polskiego Ośrodka Wojskowego Nr 138 w funkcji porucznika.
Po zwycięstwie aliantów organizował kurscy oraz pracę pedagogiczną w Imbshausen, w Polskiej Szkole Powszechnej dla małoletnich, których los rzucił na obczyznę oraz w Gimnazjum im. Mikołaja Kopernika w Northeim. Wrócił do Polski. W latach 1947–1979 pracował jako nauczyciel w Gimnazjum i Liceum im. Staszica w Chrzanowie.Przerwane przez wybuch wojny studia ukończył w 1952 roku. Od 1979 do 1990 roku pracował w Muzeum w Chrzanowie. Pochowany na cmentarzu parafialnym w Chrzanowie.

## Odznaczenia
Za swój udział w wojnie otrzymał: Medal Zwycięstwa i Wolności (1946), Odznakę Grunwaldzką (1972), Krzyż Kampanii Wrześniowej (1985), odznakę Opiekuna Miejsc Pamięci Narodowej. W listopadzie 2000 r. został awansowany przez Prezydenta RP na stopień podporucznika Wojska Polskiego.

## Publikacje
- W czasopiśmie Chrońmy Przyrodę Ojczystą :

Wystawa ochrony przyrody w Liceum Ogólnokształcącym w Chrzanowie (1948 nr 11/12), Zimorodek zwyczajny (Alcedo atthis Linn) (1951 nr 3/4),  Szkolne Koło LOP przy Państwowym Liceum Ogólnokształcącym w Chrzanowie,  Obchód Dnia Lasu i Ochrony Przyrody w Chrzanowie,  Jeszcze kilka słów o roli zwierząt drapieżnych i owadożernych w gospodarce człowieka (1951 nr 9/10), Żmija zygzakowata (Vipera – Pelias –berus Linn) (1953 nr 6), Nowe stanowisko ropuchy paskówki w woj. krakowskim, Powiat chrzanowski ze stanowiska ochrony przyrody (1956 nr 2), Kruszczyk drobnolistny Epipactis microphilla Sw. na Górze Zamkowej w Lipowcu pow. Chrzanów (1963 nr 1), Przyczyny zmniejszenia się populacji bociana białego w zachodniej części woj. krakowskiego (1969 nr 3), Ratujmy zabytkowe drzewostany parków podworskich (1970 nr 2)
- W czasopiśmie Wszechświat:

Żółw błotny (1950 nr 6)
- W czasopiśmie Łowiec Polski:

Z sokołami (1973 nr 2, 3, 4), Kulturotwórcze tradycje łowiectwa (1978 nr 23), Myślistwo ptasie. Autor i dzieło (1978 nr 24) Zabobony i przesądy myśliwskie (1980 nr 12),  O dawnych związkach łowiectwa z lecznictwem (1986 nr 6).
- Inne

Bocian biały (Ciconia ciconia L) na ziemi chrzanowskiej w latach 1967-1976 [w:] Studia Ośrodka Dokumentacji Fizjograficznej PAN, t. VII, Kraków 1979
Muzeum Ziemi Chrzanowskiej. Problemy i cele [w:] Gazeta Krakowska, 1.06.1956
Nieużytki powstałe w związku z kopalnictwem galeny i galmanu [w:] Biuletyn PAN nr 1 Komitet GOP, Warszawa 1956
Pamięci Profesora Władysława Szafera [w:] Przegląd Wiadomości nr 23, 1-15.12.1970
Próby wykazania sukcesji roślinnej w kierunku buczyn na glebach powstałych na skutek kopalnictwa galenowo-galmanowego w rejonie Bytomia, Chrzanowa i Olkusza [w:] Biuletyn PAN nr 46, Komitet GOP, Warszawa 1962
Ślimaki i małże ziemi chrzanowskiej zebrane w latach 1969-1976 [w:] Studia Ośrodka Dokumentacji fizjograficznej PAN, t. VII,Kraków 1979
Uwagi dotyczące założenia, wyposażenia i utrzymania projektowanego Muzeum Ziemi Chrzanowskiej [w:] Gazeta Krakowska, 5.01.1956.
Współpraca Muzeum w Chrzanowie z Ośrodkiem Dokumentacji Fizjograficznej Oddz. PAN w Krakowie [w:] Biuletyn Informacyjny Zarządu Muzeów i Ochrony Zabytków nr 112, 1974.
Zmiany w fizjografii regionu chrzanowskiego zaobserwowane w ostatnich latach w związku z postępem industrializacji. [w:] Materiały z sesji naukowej 15.03.1968., Ośrodek Dokumentacji Fizjograficznej PAN, Kraków, 196
- Publikacje książkowe:

700-lecie miasta Chrzanowa. Zarys rozwoju i dziejów miasta Chrzanów 1964
Informator Muzeum w Chrzanowie Chrzanów 1970.
Łowiectwo w Polsce KAW, Kraków 1993
Szata roślinna [w:] Ziemia chrzanowska i Jaworzno. Monografia, s. 97-113, Kraków 1969, Wyd. Literackie
Z sokołami na łowy Wyd. Sport i Turystyka, Warszawa 1977